# Protainophthalmus
Genre
Protainophthalmus est un genre fossile d'insectes coléoptères de la sous-famille des Entiminae (famille des Curculionidae).

## Classification
Le genre Protainophthalmus a été décrit en 1992 par le paléontologue et entomologiste russe Vladimir Vasilevich Zherikhin (d) (1945-2001),.
L’appartenance du genre Protainophthalmus a la tribu des Tanymecini, déclarée en 1992 par Zherikhin, est validée par Nikolai Yunakov (d) et Alexander Kirejtshuk (d) en 2011,, puis par Andrei Legalov en 2015,.

### Publication originale
- [1992] (en) Vladimir Vasilevich Zherikhin, « Tertiary weevils (Insecta, Coleoptera: Curculionoidea), identified from collections of the Senckenberg Museum », Senckenbergiana Lethaea, vol. 72,‎ 1992, p. 169-178.

## Fossiles
Selon la Paleobiology Database en 2023, seize collections pour trente occurrences sont référencées : 
- Miocène deux collections (une d'Allemagne et une d'Italie) ;
- Oligocène treize collections (douze de France et une d'Allemagne) ;
- Éocène une collection (France).

## Liste des espèces
Selon la Paleobiology Database en 2023, le nombre d'espèces fossiles référencées est de sept :
- †Protainophthalmus asperulus (Heer, 1856)
- †Protainophthalmus margarus (Germar, 1849)
- †Protainophthalmus punctulatus  (Nicolas (d), 1892)
- †Protainophthalmus regularis (Nicolas, 1892)
- †Protainophthalmus rugicollis (Heer, 1847)
- †Protainophthalmus thaisi (Nicolas, 1892)
- †Protainophthalmus tuberculatus (Nicolas, 1892)